# Astrid del Belgio
Astrid del Belgio (nome completo in francese Astrid Joséphine Charlotte Fabrizia Elisabeth Paola Marie; Laeken, 5 giugno 1962) è una principessa belga.
Secondogenita di Alberto II e di Paola Ruffo di Calabria, è la consorte del Capo della Casata d'Austria-Este, l'arciduca Lorenzo. È quinta in linea di successione al trono dopo i figli del fratello Filippo.

## Biografia

### Battesimo ed educazione

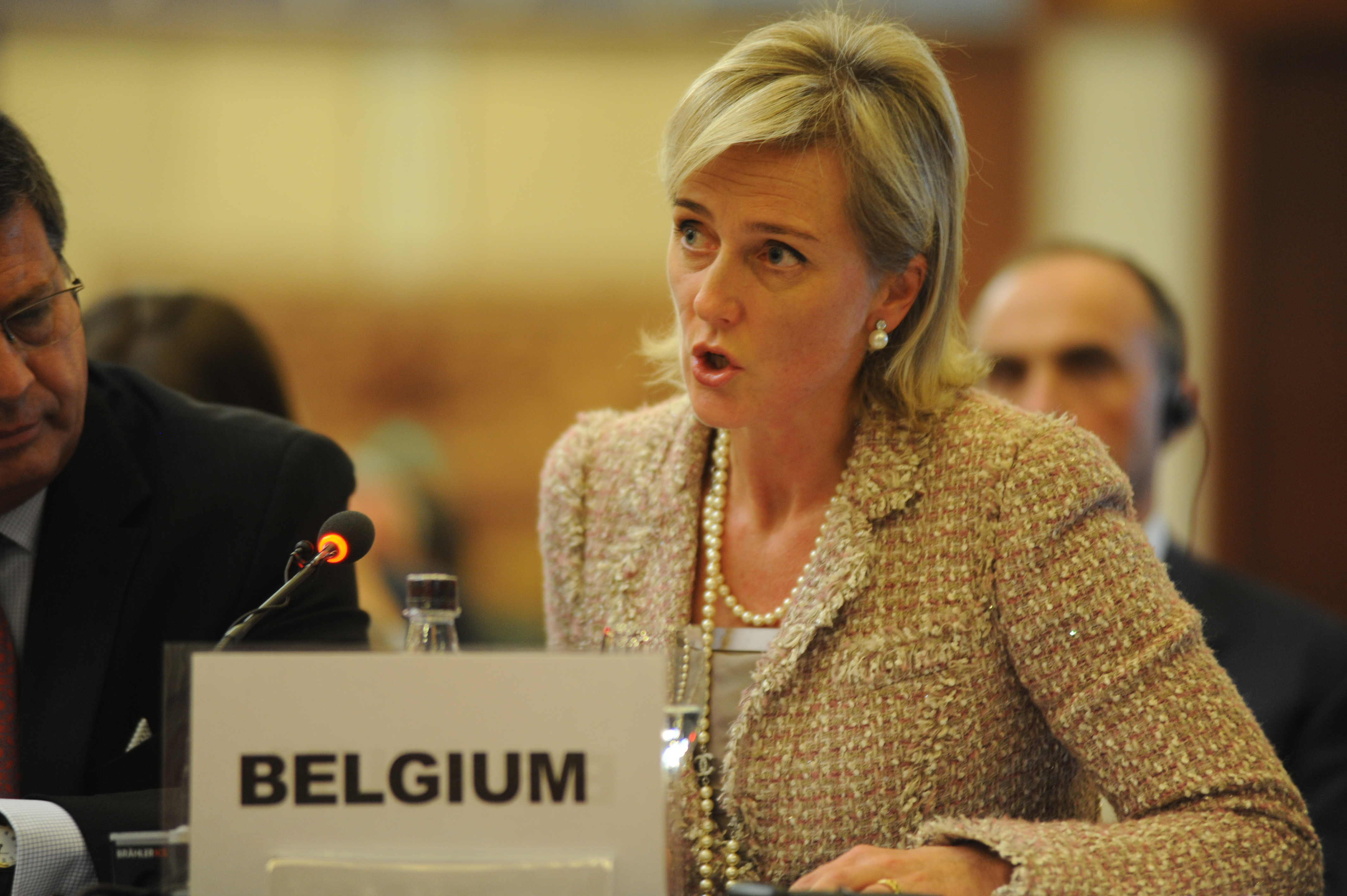
Astrid all'incontro degli Stati della Convenzione internazionale sulle bombe a grappolo a Vientiane, 2010

La principessa Astrid è nata nel 1962 al castello del Belvédère a Laeken. Il suo primo nome è in onore della nonna paterna, Astrid di Svezia, e fu battezzata il 21 giugno da Léon-Joseph Suenens, nella chiesa di Saint Jacques-sur-Coudenberg. Ebbe come padrino lo zio materno Fabrizio e come madrina la zia paterna Giuseppina Carlotta.
Compì gli studi secondari dalle suore dell'Institut de la Vierge Fidèle di Bruxelles e studiò storia dell'arte per un anno all'Università di Leida. Si formò infine all'Istituto di Studi Europei dell'Università di Ginevra e, su consiglio dello zio Baldovino, negli Stati Uniti all'Università del Michigan.
Durante il soggiorno di studi americano rimase affascinata dal pentecostalismo, praticato da una famiglia che la ospitò.

### Matrimonio e abolizione della legge salica

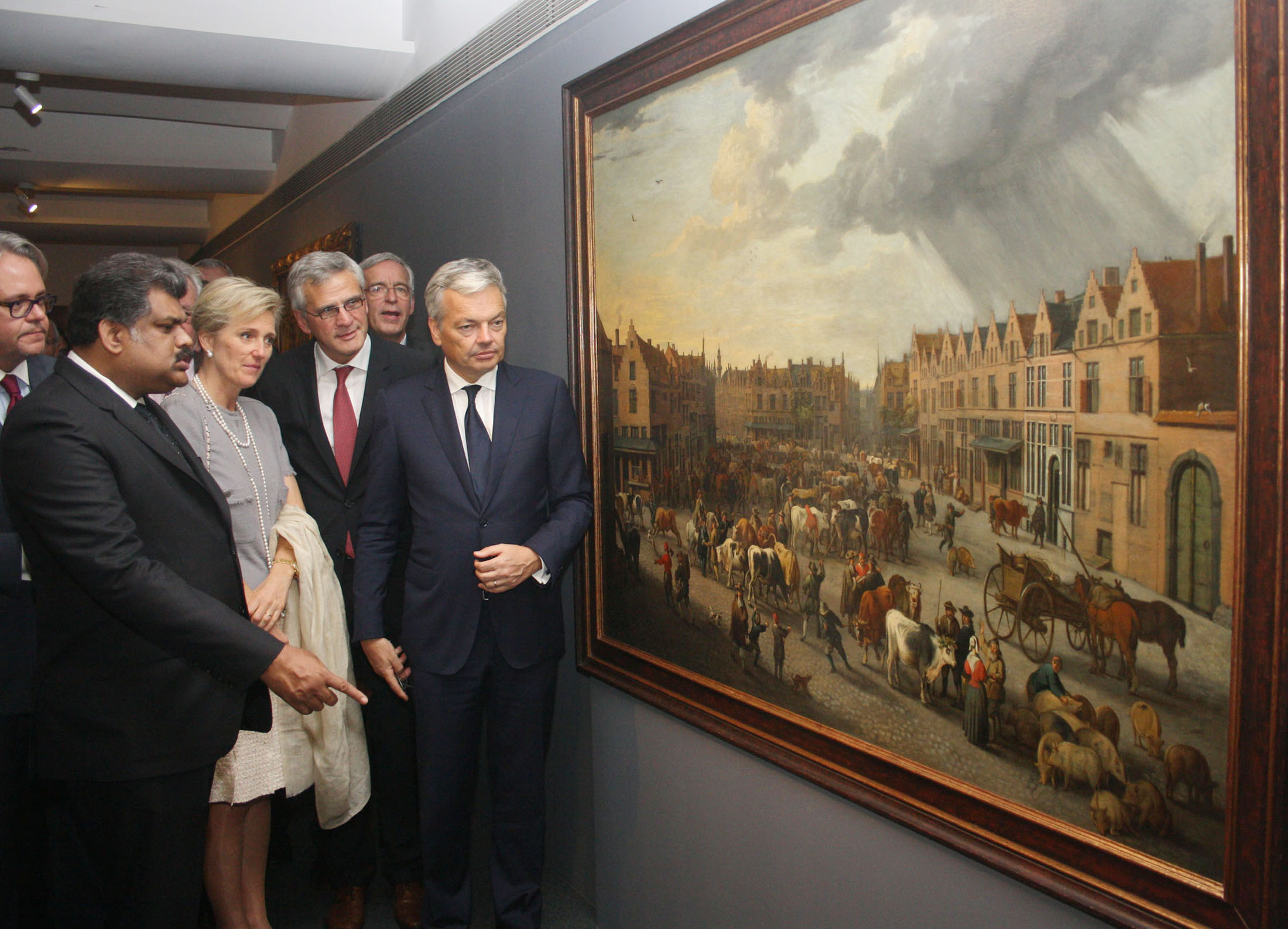
Il politico indiano G.K. Vasan, Astrid e altri dignitari a una mostra a Mumbai sulle opere d'arte di Anversa, 2013

All'età 15 anni, Astrid conobbe l'arciduca Lorenzo d'Austria-Este. Si innamorarono quando aveva 18 anni e il 13 maggio 1984 venne annunciato il loro fidanzamento ufficiale. Si sposarono il 22 settembre nella Chiesa di Notre-Dame du Sablon.
Si trasferirono a Basilea, in Svizzera. Nel 1991 venne abolita la legge salica in Belgio e divenne la terza in linea di successione al trono. Ai suoi figli furono inoltre concessi i titoli di principi con decreto del 2 dicembre; tornò in Belgio con la famiglia nel 1993.

### Funzioni ufficiali
Nel 1994 subentrò a suo padre alla presidenza della Croce Rossa belga, restando in carica fino al 2007. In tale ruolo visitò in Thailandia e Sri Lanka le vittime del terremoto e maremoto dell'Oceano Indiano del 2004. Nel novembre 1996 entrò nel Senato per proprio diritto, ma il suo discorso inaugurale attirò diverse critiche per la sua conoscenza non perfetta dell'olandese, che cercò quindi di migliorare. Il 22 maggio 1997 entrò nelle forze armate e ricopre il grado di colonnello dell'Unità Medica.

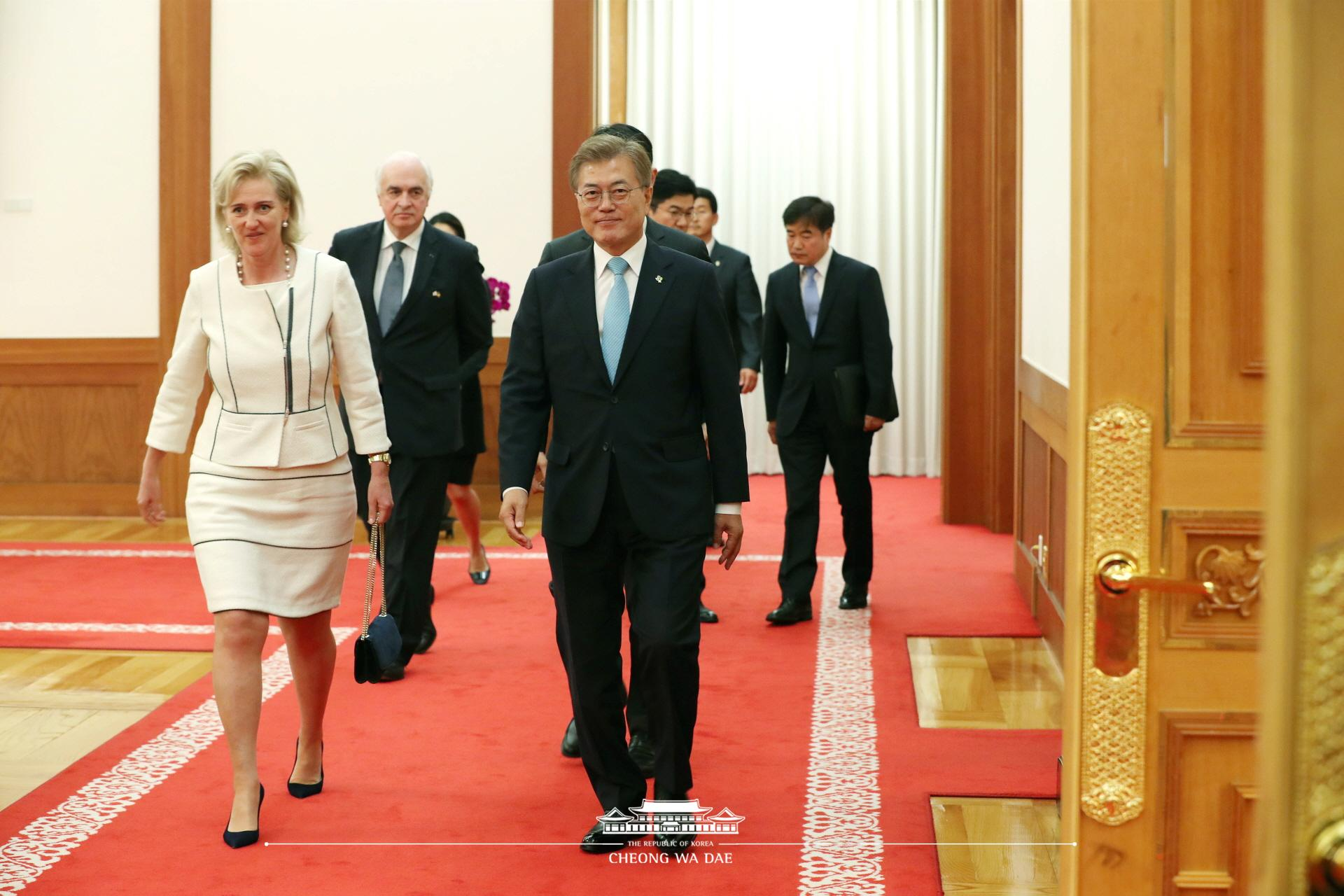
Astrid con il presidente sudcoreano Moon Jae-in alla Casa Blu, 2017

Dal 2007 al 2015 è stata impegnata nella lotta alla malaria come Rappresentante Speciale del Roll Back Malaria Partnership (RBM), istituito nel 1998 dalla collaborazione tra l'UNICEF, l'OMS, l'UNDP e la Banca Mondiale. Nel giugno del 2009 il Comitato Paralimpico Internazionale la nominò membro del proprio Consiglio Onorario. Nel gennaio 2010 divenne presidentessa onoraria dell'organizzazione Action Damien in successione alla regina Fabiola.
Il 20 giugno 2013 venne nominata Inviata Speciale del Trattato di Ottawa, diventando membro di un gruppo di lavoro che promuove la Convenzione nei paesi che non vi hanno ancora aderito. Nello stesso anno rappresentò il re Filippo in tre missioni commerciali in Angola, Sudafrica e India. Da allora svolse altre missioni economiche e viaggiò in Arabia Saudita, Colombia, Perù, Malaysia e Singapore nel 2014. Giunse anche in Oman, per incontrare il ministro degli esteri Yusuf bin Alawi bin Abdullah e incoraggiare il paese ad aderire al Trattato di Ottawa, cosa avvenuta pochi mesi dopo.

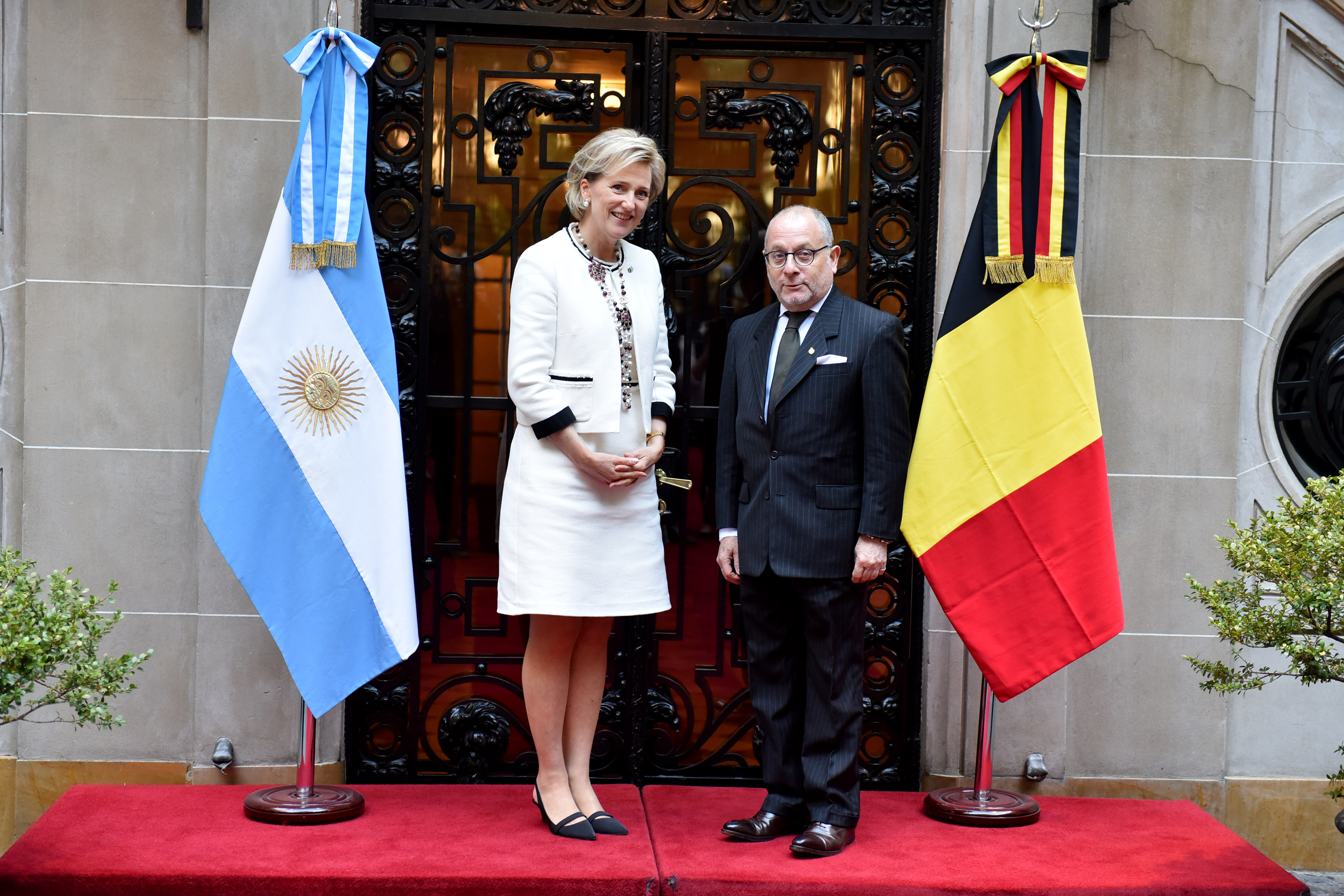
Astrid con il ministro degli esteri argentino Jorge Faurie, nel 2018

Prese in mano le redini del Prince Albert Fund in successione a suo padre nell'aprile 2015, anno in cui si recò in Qatar, negli Emirati Arabi Uniti e nel Canada occidentale. Nel 2016 si diresse in Indonesia, nel Texas e anche a Manoppello, in Italia, allo scopo di commemorare le vittime del disastro di Marcinelle a 60 anni dalla tragedia.
Nel 2017 viaggiò in Corea del Sud e Costa d'Avorio e nel 2018 in Argentina, Uruguay e Marocco. Nel 2019 promosse il Trattato di Ottawa in Libano, incontrando a Beirut il presidente Michel Aoun e il ministro della difesa Elias Bou Saab.

## Discendenza
Astrid del Belgio e Lorenzo d'Austria-Este hanno cinque figli:
- Amedeo Marie Joseph Carl Pierre Philippe Paola Marcus d'Aviano, principe del Belgio, arciduca d'Austria-Este (Woluwe-Saint-Lambert, 21 febbraio 1986); sposato con Elisabetta Maria Rosboch von Wolkenstein il 5 luglio 2014 a Roma.[19][20] La coppia ha tre figli: 
  - Anna Astrid Marie d'Austria-Este, arciduchessa d'Austria-Este (17 maggio 2016);[21]
  - Maximilian Joseph Lorenz Ettore Karl Marcus d'Aviano d'Austria-Este, arciduca d'Austria-Este (6 settembre 2019);[22]
  - Alix d'Austria-Este, arciduchessa d'Austria-Este (2 settembre 2023).[23][24]
- Maria Laura Zita Beatrix Gerhard, principessa del Belgio, arciduchessa d'Austria-Este (Woluwe-Saint-Lambert, 26 agosto 1988); sposata con William Isvy il 10 settembre 2022 a Bruxelles;[25][26]. La coppia ha un figlio:
  - Albert Isvy (26 gennaio 2025);[27]
- Joachim Karl-Maria Nikolaus Isabelle Marcus d'Aviano, principe del Belgio, arciduca d'Austria-Este (Woluwe-Saint-Lambert, 9 dicembre 1991);
- Luisa Maria Anna Martine Pilar, principessa del Belgio, arciduchessa d'Austria-Este (Woluwe-Saint-Lambert, 11 ottobre 1995);
- Laetitia Maria Nora Anna Joachim Zita, principessa del Belgio, arciduchessa d'Austria-Este (Bruxelles, 23 aprile 2003).

## Titoli e trattamento

Monogramma di Astrid

- 5 giugno 1962 - 22 settembre 1984: Sua Altezza Reale, la principessa Astrid del Belgio
- 22 settembre 1984 - attuale: Sua Altezza Imperiale e Reale, la principessa Astrid del Belgio, arciduchessa d'Austria-Este[28]

## Ascendenza
|                         |                                   |                                       | Genitori                           |  |  | Nonni |  |  | Bisnonni             |  |  | Trisnonni          |  |
|                         |                                   |                                       |                                    |  |  |       |  |  | Alberto I del Belgio |  |  | Filippo del Belgio |  |
|                         |                                   |                                       |                                    |  |  |       |  |  | Alberto I del Belgio |  |  | Filippo del Belgio |  |
|                         |                                   | Maria di Hohenzollern-Sigmaringen     |                                    |  |  |       |  |  | Alberto I del Belgio |  |  |                    |  |
| Leopoldo III del Belgio |                                   |                                       |                                    |  |  |       |  |  | Alberto I del Belgio |  |  |                    |  |
|                         |                                   | Elisabetta Gabriella di Baviera       | Carlo Teodoro in Baviera           |  |  |       |  |  |                      |  |  |                    |  |
|                         |                                   | Elisabetta Gabriella di Baviera       | Carlo Teodoro in Baviera           |  |  |       |  |  |                      |  |  |                    |  |
|                         |                                   | Elisabetta Gabriella di Baviera       | Maria José di Braganza             |  |  |       |  |  |                      |  |  |                    |  |
| Alberto II del Belgio   |                                   | Elisabetta Gabriella di Baviera       |                                    |  |  |       |  |  |                      |  |  |                    |  |
|                         |                                   | Carlo di Svezia                       | Oscar II di Svezia                 |  |  |       |  |  |                      |  |  |                    |  |
|                         |                                   | Carlo di Svezia                       | Oscar II di Svezia                 |  |  |       |  |  |                      |  |  |                    |  |
|                         |                                   | Carlo di Svezia                       | Sofia di Nassau                    |  |  |       |  |  |                      |  |  |                    |  |
| Astrid di Svezia        |                                   | Carlo di Svezia                       |                                    |  |  |       |  |  |                      |  |  |                    |  |
|                         |                                   | Ingeborg di Danimarca                 | Federico VIII di Danimarca         |  |  |       |  |  |                      |  |  |                    |  |
|                         |                                   | Ingeborg di Danimarca                 | Federico VIII di Danimarca         |  |  |       |  |  |                      |  |  |                    |  |
|                         |                                   | Ingeborg di Danimarca                 | Luisa di Svezia                    |  |  |       |  |  |                      |  |  |                    |  |
| Astrid del Belgio       |                                   | Ingeborg di Danimarca                 |                                    |  |  |       |  |  |                      |  |  |                    |  |
|                         | Fulco Beniamino Ruffo di Calabria | Fulco Ruffo di Calabria-Santapau      |                                    |  |  |       |  |  |                      |  |  |                    |  |
|                         | Fulco Beniamino Ruffo di Calabria | Fulco Ruffo di Calabria-Santapau      |                                    |  |  |       |  |  |                      |  |  |                    |  |
|                         | Fulco Beniamino Ruffo di Calabria | Eleonora Galletti di San Cataldo      |                                    |  |  |       |  |  |                      |  |  |                    |  |
| Fulco Ruffo di Calabria | Fulco Beniamino Ruffo di Calabria |                                       |                                    |  |  |       |  |  |                      |  |  |                    |  |
|                         |                                   | Laura Mosselman du Chenoy             | Conte Theodore Mosselman du Chenoy |  |  |       |  |  |                      |  |  |                    |  |
|                         |                                   | Laura Mosselman du Chenoy             | Conte Theodore Mosselman du Chenoy |  |  |       |  |  |                      |  |  |                    |  |
|                         |                                   | Laura Mosselman du Chenoy             | Isabelle dei Conti Coghen          |  |  |       |  |  |                      |  |  |                    |  |
| Paola Ruffo di Calabria |                                   | Laura Mosselman du Chenoy             |                                    |  |  |       |  |  |                      |  |  |                    |  |
|                         |                                   | Augusto Gazzelli dei Conti di Rossana | Calisto Gazelli Conte di Rossana   |  |  |       |  |  |                      |  |  |                    |  |
|                         |                                   | Augusto Gazzelli dei Conti di Rossana | Calisto Gazelli Conte di Rossana   |  |  |       |  |  |                      |  |  |                    |  |
|                         |                                   | Augusto Gazzelli dei Conti di Rossana | Francesca Cotti di Ceres           |  |  |       |  |  |                      |  |  |                    |  |
| Luisa Gazelli           |                                   | Augusto Gazzelli dei Conti di Rossana |                                    |  |  |       |  |  |                      |  |  |                    |  |
|                         |                                   | Maria dei Conti Rignon                | Conte Felice Rignon                |  |  |       |  |  |                      |  |  |                    |  |
|                         |                                   | Maria dei Conti Rignon                | Conte Felice Rignon                |  |  |       |  |  |                      |  |  |                    |  |
|                         |                                   | Maria dei Conti Rignon                | Luisa Perrone di San Martino       |  |  |       |  |  |                      |  |  |                    |  |
|                         |                                   | Maria dei Conti Rignon                |                                    |  |  |       |  |  |                      |  |  |                    |  |